# La Posa (Sora)
La Posa és una masia de Sora (Osona) inclosa a l'Inventari del Patrimoni Arquitectònic de Catalunya.

## Descripció
Casa de planta rectangular amb pedres petites i poc morter als murs i teules a doble vessant. La construcció dels murs denoten diferents etapes d'ampliació. Actualment la casa està envoltada de construccions annexes que s'havien usat de pallisses o corts d'animals.

## Història
La posa fou un dels masos més rellevants de la parròquia de Sora. Els seus hereus foren, el segle xiii, batlles de Duocastella i nomenaren al mas "Hospitium", intentant ennoblir-lo. El rector de Sora, Guillem de Pausa o de Posa, d'aquest mas, passà a poder dels hospitalers el castell de Duocastella. Tenia units la masoveria de Torrents i el mas Puigsech. Actualment la casa està abandonada i mig coberta de bardisses. En una de les construccions que havien estat pallers, a la dreta de la casa s'hi està construint un habitatge.